# アフリカゾウ属
アフリカゾウ属 (Loxodonta) は、アフリカに生息するゾウの属で、現生ではアフリカゾウ及びマルミミゾウの二つの種を含む。
属名の Loxodonta はジョルジュ・キュヴィエが名づけたと一般に考えられているが、キュヴィエは Loxodonte と綴ったのをその後の誰かが Loxodonta に改め、ICZNがこちらを正式に認めたものである。

## 進化史
ゾウ科の起源は新生代中新世後期の約800万年前まで遡るとされる。この時代のケニア、ルケイノ層からアフリカゾウ属の最初期の種の化石が発見されている。また同国カポナイの鮮新世の地層からは絶滅種、ロクソドンタ・アダウロラ (Loxodonta adaurora) が発見されている。
鮮新世から出土する化石は、アフリカ大陸のみから見つかっている。

## 種
- †Loxodonta adaurora（ロクソドンタ・アダウロラ） - 既に絶滅している。現存するアフリカのゾウの起源と考えられている。
- Loxodonta africana アフリカゾウ African bush elephant
- Loxodonta cyclotis マルミミゾウ African forest elephant

マルミミゾウは以前はアフリカゾウの亜種だと考えられていた。しかし現在では2つの独立した種と見なされている。マルミミゾウの方が体が小さく狭い下顎を持ち、耳が丸く、また足の蹄の数も違う。牙は下に向かって真っ直ぐ生え、体は全体的に小さい。足の蹄の数に関しては、一般にアフリカゾウは前足に4本、後足に3本の蹄を持つのに対し、マルミミゾウはアジアゾウと同様に、前足に5本、後足に4本の蹄を持つと言われている。しかしながら両種とも蹄の数には変異があることが知られている。一部の地域においては、この2種の混血もしばしば起こっていると言われている。

## 保護
アフリカゾウ属の数は、20世紀に密猟によって急激に減少した。例えばチャド東部では、1970年に30万頭と推定されていたが、2006年にはその数が1万頭に減っている。アフリカゾウは現在、政府によって保護されているが密猟は依然後を絶たない。

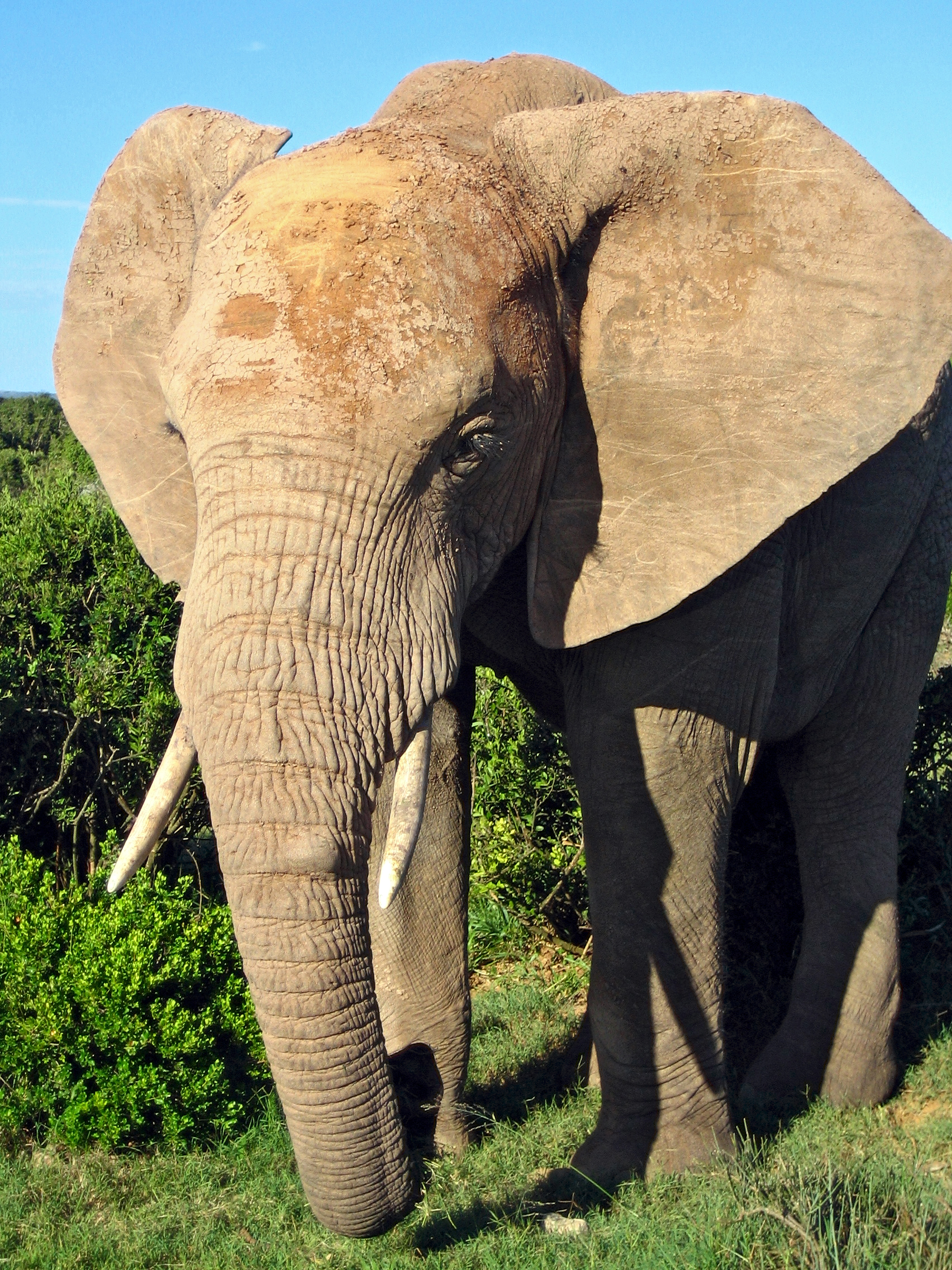
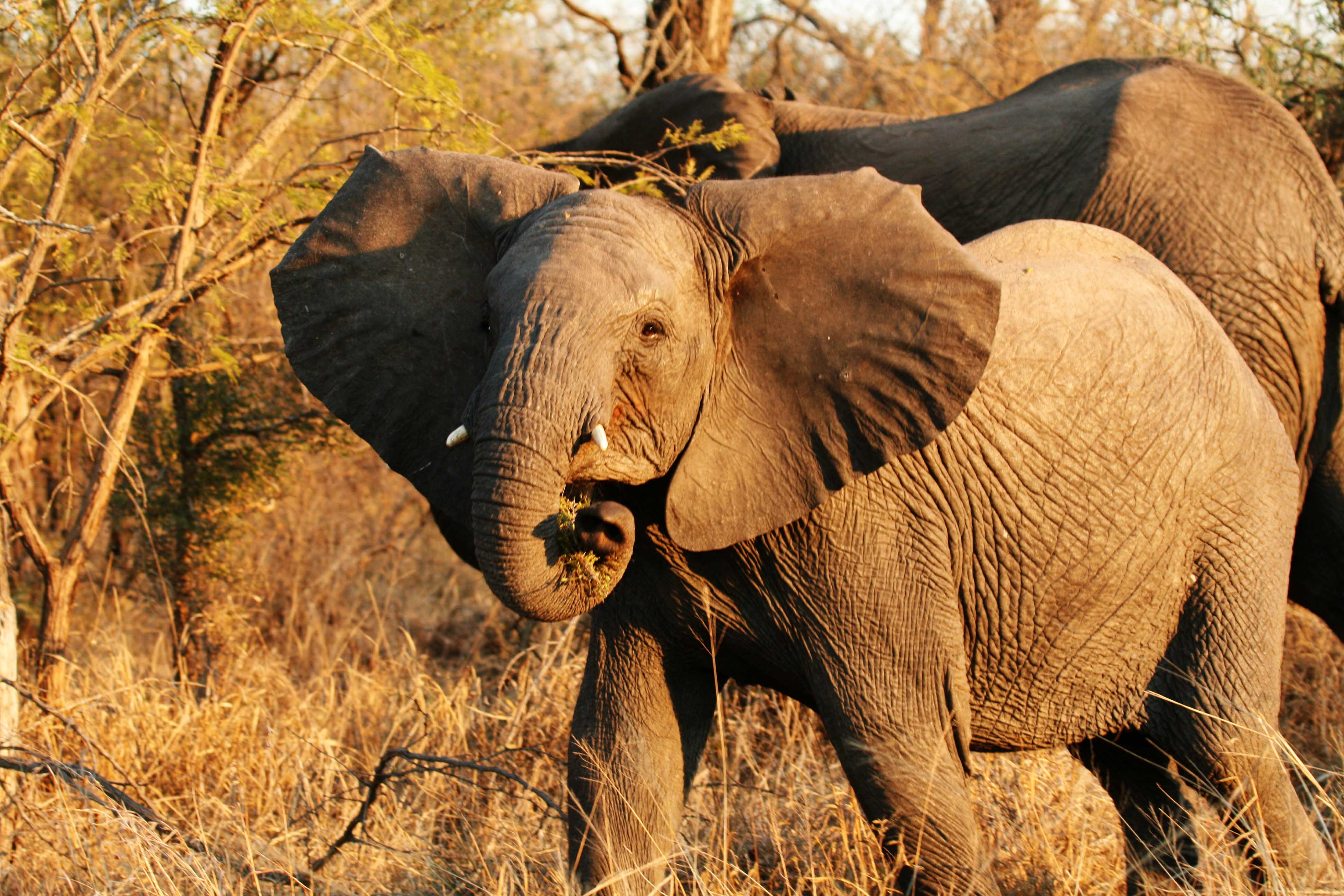

- 動画